# Lange Bovenrijgsterpolder
De Lange Bovenrijgsterpolder is een voormalig waterschap in de provincie Groningen.
Het schap is ontstaan uit een fusie tussen de Langelandstermolenpolder en de Bovenrijgsterpolder. Het schap lag ten oosten van Thesinge. Het samengaan van beide polders lag voor de hand, toen zij in 1947 een gezamenlijk elektrisch gemaal stichtten.
Waterstaatkundig gezien ligt het gebied sinds 1995 binnen dat van het waterschap Noorderzijlvest.